# Anarchy Online
Anarchy Online – gra sci-fi MMORPG, wydana przez Funcom w 2001 roku. Akcja gry toczy się po roku 29475, głównie na fikcyjnej surowej pustynnej planecie Rubi-Ka oraz na jej bliźniaku z innego wymiaru, Shadowlands.

## Fabuła
Fabuła gry osadzona jest wokół konfliktu pomiędzy megakorporacją (Omni-Tek) a zbuntowanymi pracownikami zorganizowanymi w klanach (The Clans). Te dwie frakcje toczą pomiędzy sobą walkę o dominację na planecie. Prócz nich jest też grupa zdecydowana nie brać udziału w konflikcie – neutralni (The Neutrals).
Konflikt pomiędzy korporacją a klanami toczy się – z większym bądź mniejszym natężeniem – od wielu lat. W historii Rubi-Ka miały również miejsce konflikty pomiędzy Omni-Tek a innymi korporacjami, pragnącymi uzyskać kontrolę nad planetą.
Źródłem problemów jest notum – minerał unikatowy w skali całego wszechświata, dostępny wyłącznie na Rubi-Ka. Początkowo Omni-Tek miał przyznane wyłączne prawa do eksploracji planety, dzięki czemu czerpał krociowe zyski, gdy okazało się, że minerał ma kluczowe znaczenie dla rozwoju nanotechnologii.
Odkrycie właściwości notum otworzyło drogę do rozwoju technologii niewiele różniących się od magii. Programy, wynikiem których jest lód, ogień, uszkodzenia ciała, tarcze chroniące przed obrażeniami, zmiana wyglądu, a nawet odtworzenie ciała po zabiciu. Notum również ma swój udział w inżynierii genetycznej przy tworzeniu nowych ras człowieka.
Dzięki nieograniczonej kontroli OmniTek nad Rubi-Ka korporacja mogła robić co chciała zarówno z kolonistami jak i z planetą. O ile początkowo Omni-Tek traktował swoich pracowników bardzo dobrze, otrzymując za to pochwały, o tyle wraz z upływem czasu standardy pracy oferowane przez korporację ulegały obniżeniu. Po około 500 latach od zasiedlenia planety znacząca liczba źle traktowanych kolonistów zbuntowała się i potajemnie sprzedawała notum konkurencyjnym firmom. Doprowadziło to do serii wojen zarówno pomiędzy Omni-Tek a kolonistami jak i pomiędzy Omni-Tek a konkurencyjnymi korporacjami.

## Rozgrywka

### Zawartość na żądanie
Anarchy Online początkowo chciała odróżniać się od konkurencji eliminując uciążliwe zjawiska takie jak kampowanie poprzez wprowadzenie mechanizmu „zawartość na żądanie” (ang. content on demand). W rzeczywistości, Anarchy Online jest znana jako pierwsza gra, która wykorzystała mechanizm instancjonowania lokacji. Dla pierwszego gracza wchodzącego na dany obszar generowana jest mapa wraz z bohaterami niezależnymi. Dla każdego następnego gracza, który próbuje wejść w dane miejsce sprawdzany jest limit miejsca. Jeśli jego postać nie spowoduje przekroczenia tego limitu, to wchodzi on do istniejącej już instancji. W przeciwnym wypadku tworzona jest dla niego nowa kopia.
Instancjonowana jest tylko część świata. Większość powierzchni planety (miasta, osady, obszary niezamieszkane) występuje tylko w jednej kopii. Typowymi lokacjami instancjonowanymi są sklepy (ze stosunkowo niskim limitem przebywających postaci), podziemia, jaskinie itp. Dlatego też w przypadku umawiania się z innym graczem w konkretnym miejscu należy wybierać tereny na zewnątrz. Próba spotkania np. w sklepie może skończyć się fiaskiem.
Mechanizm „zawartość na żądanie” został później wykorzystany w innych grach on-line.

### Zajęcia
Typowe zajęcia graczy obejmują:
- odwiedzanie podziemi – są to miejsca statyczne (zawsze i dla każdego gracza wyglądają tak samo); często można tam znaleźć niepowtarzalnych wrogów do zlikwidowania oraz nie występujące nigdzie indziej elementy wyposażenia, często bardzo cenne. Z reguły podziemia wymagają kooperacji w drużynie a niektóre z nich wymagają kooperacji kilku drużyn; przykładowe podziemia to Condemned Subways (po jednym w stolicach frakcji), Temple of Three Winds, Inner Sanctum, Foremans
- misje z terminala (zwane czasem jako misje z budki) – gracz ma możliwość wyboru poziomu trudności misji, rodzaju wynagrodzenia, typu misji i kilku parametrów dodatkowych; ukończenie misji wiąże się z gratyfikacją finansową, doświadczeniem oraz nagrodą rzeczową; wysokość otrzymanej nagrody i doświadczenia i typ nagrody zależą od ustawień parametrów misji; sama misja odbywa się w wygenerowanych dynamicznie podziemiach; misje z budki dostępne są zarówno dla pojedynczych graczy jak i dla drużyn; terminale z misjami dostępne są w prawie każdym mieście i osadzie
- statyczne misje (ang. quest) – misje przydzielane przez określonych bohaterów niezależnych, często ich wykonanie jest bardzo przydatne do ułatwienia dostępu do niektórych lokalizacji w grze – zwłaszcza w Shadowlands
- obozy (ang. camps) – miejsca z większą liczbą (kilka do kilkanaście sztuk) wrogów skoncentrowanych na niewielkim obszarze występujące z reguły w miejscach niezamieszkanych (ang. wilderness); zwykle jeden z mobów, silniejszy od pozostałych (boss), po zabiciu pozostawia łup cenniejszy niż inni mieszkańcy obozu
- dynabosy (ang. dyna bosses), poketbosy (ang. pocket bosses) – wrogowie o dość dużej sile, ale warci pokonania ze względu na cenne, niespotykane nigdzie indziej przedmioty
- pojedynki między graczami

Oprócz wyżej wymienionych zajęć gracze mogą również:
- tworzyć przedmioty – niektóre z wartościowych przedmiotów dostępne jest w postaci półproduktów, które należy połączyć ze sobą aby uzyskać bądź to kolejny półprodukt, bądź to finalny działający przedmiot; niektóre przedmioty można ulepszyć łącząc je z innymi, specjalnie do tego przeznaczonymi przedmiotami
- odgrywać postać – poprzez trzymanie się fabuły gry, branie udziału w wydarzeniach związanych z fabułą, etc
- prowadzić życie towarzyskie – na Rubi-Ka dostępnych są lokale, zarówno kluby jak i mordownie; istnieją też internetowe stacje radiowe prowadzone przez graczy; co jakiś czas odbywają się koncerty odgrywane przez postacie z gry skoordynowane z muzyką emitowaną przez stację radiową, często połączone z konkursami, czasem z rekrutacją do organizacji.

Tworząc postać gracz ma do wyboru cztery rasy: Solitus, Opifex, Atrox, Nanomage. Może wybrać jedną z czternastu profesji.

## Dodatki
Do tej pory ukazało się 5 dodatków do Anarchy Online:
- Notum Wars – dodatek pozwalający graczom toczyć walki o panowanie nad polami Notum,
- Shadowlands – dodatek wprowadzający nową krainę, tytułowe Shadowlands. Zostały w nim dodane nowe przedmioty, nowe zdolności i nowe poziomy doświadczenia,
- Alien Invasion – gracze w tym dodatku dostają możliwość wybudowanie własnego miasta, jednocześnie muszą toczyć walki z obcą inwazją na Rubi-Ka. Podobnie jak Shadowlands, Alien Invasion wprowadził dużo nowych przedmiotów i zdolności.
- Lost Eden – dodatek skupiający się na PvP (walki między graczami). Gracze dostają do dyspozycji potężne roboty bojowe (mechy), wieżyczki oraz możliwość przeprowadzania ostrzałów i orbitalnego bombardowania. Funcom wprowadził także Stacje Kosmiczne, na których toczą się walki podobne do Battlefieldów z Warcrafta. Dodatkowo gracze dostali nowe pancerze, bronie i możliwość prowadzenia badań (research).
- Legacy of Xan – dodatek skupiający się na dostarczeniu większej możliwości zabawy dla wysokopoziomowych graczy. Nowe lokalizacje i przedmioty.

Od końca 2004 istnieje możliwość grania za darmo w podstawową wersję Anarchy Online.